# 벨기에의 공휴일
벨기에의 공휴일은 다음과 같다.
| 날짜           | 공휴일 이름             | 비 고                                  |
| -------------- | ----------------------- | -------------------------------------- |
| 1월 1일        | 새해 첫날               |                                        |
| 3~4월 중(이동) | 이스터 먼데이           | 부활절 다음날                          |
| 5월 1일        | 노동절                  |                                        |
| 5~6월 중(이동) | 주님 승천 대축일        | 부활절로부터 39일 후에 해당하는 목요일 |
| 5~6월 중(이동) | 성령 강림 대축일 다음날 | 부활절로부터 50일 후에 해당하는 월요일 |
| 7월 21일       | 벨기에 국경일           |                                        |
| 8월 15일       | 성모 승천 대축일        |                                        |
| 11월 1일       | 모든 성인 대축일        |                                        |
| 11월 11일      | 휴전기념일              |                                        |
| 12월 25일      | 크리스마스              |                                        |

## 같이 보기
- 네덜란드의 공휴일
- 프랑스의 공휴일